# La Ballade des sans-espoir
Pour plus de détails, voir Fiche technique et Distribution.
La Ballade des sans-espoir (titre original : Too Late Blues), est un film américain, le deuxième réalisé par John Cassavetes, sorti en 1961, après Shadows, et avant A Child is Waiting.

## Synopsis
Pianiste et compositeur de jazz, John Wakefield dit "Ghost", un personnage falot et veule, dirige un quintet de jazzmen blancs. Au cours d'une fête, il rencontre Jess Polanski, une jeune chanteuse, peu sûre d'elle, poussée à l'alcool et sous l'emprise de Benny Flowers, imprésario véreux. Alors qu'elle est prête à s'offrir, Ghost refuse de profiter d'une femme ivre. C'est seulement le lendemain que Ghost, au cours d'un concert dans un jardin public désert, embrasse Jess, ce qui alimente la jalousie de l'imprésario. Poussé par ce dernier, le groupe commence à enregistrer un disque avec la chanteuse, ce que les musiciens vont fêter de façon remuante au bar du grec Nick. Benny manipule en sous-main deux colosses irlandais qui vont provoquer Ghost et qu'ils envoient évidemment à terre sous les yeux de sa belle. Cette humiliation pousse Ghost à rompre avec Jess, à annuler l'enregistrement, et à quitter le groupe. Benny fait alors de lui un pianiste dans une boîte de jazz et l'offre comme gigolo à la Comtesse. Mais un soir, dans un bar, Ghost rencontre à nouveau Jess, complètement détruite. Il tente alors de revenir avec elle vers son ancien groupe, qui commencera par le recevoir fort mal, pour finalement entamer tous ensemble leur morceau favori.

## Fiche technique
- Titre français: La Ballade des sans-espoir
- Titre original : Too Late Blues
- Réalisation : John Cassavetes
- Scénario : John Cassavetes et Richard Carr
- Photographie : Lionel Lindon
- Montage : Frank Bracht
- Musique : David Raksin
- Jazzmen: Shelly Manne, Red Mitchell, Jimmy Rowles, Benny Carter, Uan Rasey, Milt Bernhart, Tommy Tedesco
- Son: Gene Merrit et John Wilkinson
- Décors : Hal Pereira
- Costumes : Edith Head
- Producteur : John Cassavetes
- Société de production : Paramount Pictures
- Société de distribution : Paramount Pictures
- Pays de production :  États-Unis
- Langue : anglais américain
- Format : Noir et blanc — 35 mm — 1,85:1 — Son : Mono (Westrex Recording System)
- Genre : Film dramatique, Film musical
- Durée : 103 minutes (1 h 43)
- Dates de sortie :
  - États-Unis : 7 novembre 1961
  - France : 28 mars 1962

## Distribution
- Bobby Darin (V.F : Michel Cogoni) : John Ghost Wakefield
- Stella Stevens  (V.F : Nelly Delmas) : Jess Polanski
- Everett Chambers  (V.F : Roger Crouzet) : Benny Flowers
- Nick Dennis : Nick
- Vince Edwards : Tommy
- Val Avery : Frielobe
- Marilyn Clark : La comtesse
- James Joyces : Reno
- Rupert Crosse : Baby Jackson
- J. Allen Hopkins : Skipper
- Cliff Carnell  (V.F : Michel Gatineau) : Charlie, le saxophoniste
- Richard Chambers : Pete, le trompettiste
- Seymour Cassel  (V.F : Jacques Deschamps) : Red, le bassiste
- Dan Stafford  (V.F : Jacques Thebault) : Shelley, le batteur
- Allyson Ames : Billie Gay
- June Wilkinson : la fille du bar
- Mario Gallo : Bot Part.

## À noter
- John Cassavetes avait rencontré Richard Carr en 1960 sur le tournage de Johnny Staccato, une série télévisée en vingt-sept épisodes, où, acteur principal, il incarne déjà un pianiste de jazz, sur la proposition de l'imprésario Everett Chambers, qui tourne d'ailleurs en dérision son propre personnage dans Too Late Blues. John réalisera lui-même cinq épisodes de la série, avant de rompre son contrat pour pouvoir tourner Too Late Blues. John Cassavetes écrit la première partie du scénario et Richard Carr la seconde.
- Too Late Blues est le premier film que Cassavetes tourne dans les studios californiens, ici la Paramount Pictures. Il sera suivi de A Child is Waiting, deuxième et dernière tentative d'approcher le monde d'Hollywood. Après ces deux échecs professionnels et commerciaux, Cassavetes retourne à son équipe et à la philosophie économique et esthétique du cinéma indépendant américain qui présidait à la réalisation de Shadows. On peut voir dans l'histoire de Too Late Blues (un jazzman, comme lui prénommé "John" et surnommé Ghost / « Fantôme », abandonne son équipe pour aller tenter sa chance ailleurs, puis, devant l'échec professionnel et éthique, tente de renouer le fil avec ses anciens amis) une métaphore autobiographique et déjà critique de ce moment de sa carrière.
- Tout en étant moins libre de son inspiration et de ses mouvements que dans ses films indépendants, Too Late Blues renferme des séquences longues et qui semblent réalisées pour la beauté du geste, une gratuité qui n'aura certainement pas plu aux financiers de la Paramount : une partie de baseball dans le jardin, de longues scènes de beuveries comme on en retrouvera dans divers films ensuite, une façon enfin de filmer de très près Stella Stevens, manière qui vient de Shadows et que l'on retrouvera systématiquement reprise dans Faces.
- Cassavetes a ensuite pu dire de ce film : To do the film right, I needed six months, and I agreed to make it in thirty days — working with people who didn’t like me, didn’t trust me and didn’t care about the film. / « Pour faire ce film correctement, j'avais besoin de six mois, et j'ai accepté de le réaliser en trente jours — travaillant avec des gens qui ne m'aimaient pas, qui n'avaient pas confiance en moi, et qui ne se souciaient pas du film »[1].)
- John Cassavetes avait pressenti son épouse Gena Rowlands pour tenir le rôle de Jess, et Montgomery Clift pour celui de John "Ghost" Wakefield. C'est la Paramount qui leur préféra respectivement le musicien Bobby Darin et Stella Stevens, émouvante et admirable dans ce film. Elle en garde d'ailleurs des souvenirs précis[2].